# François Leuret (médecin)
Pour les articles homonymes, voir Leuret.
François Leuret, né le 30 décembre 1797 à Nancy et mort dans la même ville le 5 janvier 1851 est un anatomiste et psychiatre français.

## Résumé biographique
Il soutient sa thèse à Paris en 1826, intitulée Essai sur l'altération du sang. Durant ses études médicales, il est l'élève de Jean-Étienne Esquirol (1772-1840). En 1836, il est nommé médecin-chef de l'hôpital de Bicêtre. Il eut parmi ses étudiants les plus connus Paul Broca (1824-1880), Louis Pierre Gratiolet (1815-1865) et Louis Delasiauve (1894-1893). Leuret fut aussi le rédacteur en chef de la revue influente Annales d’hygiène publique et de médecine légale.
Leuret doit sa renommée à ses travaux en collaboration avec Pierre Gratiolet sur l'anatomie comparée du cerveau. Ces deux chercheurs ont établi une cartographie topographique complète des sillons et scissures du cortex cérébral. C'est Leuret qui donna son nom à la scissure de Rolando en l'honneur de l'anatomiste italien Luigi Rolando (1773-1831) pour désigner le sillon central du cerveau.
Leuret fut une personnalité importante de la psychiatrie française à ses débuts. Il souligna l'importance d'une approche humaine et rationnelle dans le traitement des malades mentaux et pensait que les fous criminels étaient des individus malades incapables de contrôler leur comportement. Selon lui les causes de la maladie mentale étaient inconnues et il était donc erroné de définir la maladie mentale de la même manière que la maladie somatique. Il définissait le délire comme une idée fixe possédant une cohésion interne, à laquelle il convenait d'appliquer un traitement moral : le patient se voyait soumis à des douches glacées s'il refusait de renoncer à son délire. C’est dans son œuvre la plus connue, Du traitement moral de la folie qu’il expose ses théories dont les aspects autoritaires et emprunts d’une certaine violence sont vivement contestés par certains de ses collègues.
Les théories psychiatriques de Leuret le mirent en situation conflictuelle vis-à-vis d'autres médecins français, notamment ceux qui pensaient que la source de la maladie mentale pouvait être localisée en des régions anatomiques spécifiques du cerveau. Leuret était en effet un opposant aux théories spéculatives de la phrénologie.
En 1825, il co-édite avec le chimiste français, Jean Louis Lassaigne, Recherches physiques et chimiques pour servir à l’histoire de la digestion.

## Œuvres
- Fragments psychologiques sur la folie, Paris, Fortin, Masson et Cie, 1834 (lire en ligne).
- Du traitement moral de la folie, Paris, Baillière, 1840 (lire en ligne) et lire en ligne sur Gallica.
- Du traitement des idées ou conceptions délirantes, Paris, Éverat, 1837 (lire en ligne sur Gallica).

En collaboration
- avec Jean Louis Lassaigne : Recherches physiologiques et chimiques pour servir à l'histoire de la digestion, Paris, éditions Madame Huzard imprimeur-éditeur, 1825.

- avec Louis Pierre Gratiolet : Anatomie comparée du système nerveux considéré dans ses rapports avec l’intelligence, Baillière (Paris). 1839.

1. tome premier sur Google Livres

## Sources
- Ulysse Trélat, Notice sur François Leuret, médecin chef de l'Hôpital de Bicêtre, J.B. Baillière (Paris), 1851, Texte intégral.
- Charles Hequet: Notice biographique sur la vie et les travaux du docteur Leuret,médecin en chef de l'hospice d'aliénés de Bicêtre, Grimblot et Vve Raybois (Nancy), 1852, lire en ligne sur Gallica.
- René Semelaigne. Les pionniers de la psychiatrie française avant et après Pinel. Baillière. Paris. 1930, t.I, p. 214-226.

- (en) Cet article est partiellement ou en totalité issu de l’article de Wikipédia en anglais intitulé « François Leuret » (voir la liste des auteurs).